# 中華大橋

中華大橋為台灣臺東縣跨越卑南溪的橋梁之一，連接卑南溪兩岸的台東市區與富岡地區，由公路總局管轄，屬於台11線的一部分，建於1989年，耗資3,500萬，歷經兩年完工，於西元1991年九月二十日正式通車。結構形式為PCI型樑簡支、單柱墩體、沉箱基礎。

中華大橋建立前，台東市區前往富岡地區需繞經台東大橋（建於西元1934年）或是涉水渡過卑南溪。

1983年2月由省議員高崇熙提案，要求籌撥興建「中華大橋」，以利交通，並有助於繁榮地方。之後歷經高崇熙議員再提案，與陳建年議員等竭力爭取。1989年2月3日臺東市中華大橋新建工作，由縣長鄭烈主持破土典禮，交通處、公路局及 各級民代、地方首長參加。1991年九月二十日上午落成典禮，正由李登輝總統尊翁李金龍先生及鄭烈縣長，省議員高崇熙、 陳建年、省交通處長嚴啟昌、公路局長陳世圯等人剪綵，正式通車，有卑南鄉的舞龍、臺東市的山地舞、宋江陣等民俗節目助興。

## 資料來源
1. ↑  .   [2023-05-08]. （原始内容存档于2023-05-08）.
2. ↑  .   [2023-05-08]. （原始内容存档于2023-02-02）.

## 文獻資料
1. 《臺東縣史‧大事篇（下冊）》